# Samseongsan (Gyeonggi/Seul)
Samseongsan é uma montanha localizada na Coreia do Sul. Estende-se entre os distritos de Gwanak-gu e Geumcheon-gu em Seul, a capital nacional, e a cidade de Anyang, na província de Gyeonggi. Possui uma altitude de 481 metros.